# Xã Corner, Quận Custer, Nebraska
Xã Corner (tiếng Anh: Corner Township) là một xã thuộc quận Custer, tiểu bang Nebraska, Hoa Kỳ. Năm 2010, dân số của xã này là 21 người.